# Annelöv
Annelöv is een dorp in de gemeente Landskrona in Skåne, de zuidelijkste provincie van Zweden. Het heeft een inwoneraantal van 341 en een oppervlakte van 34 hectare. De plaats is gelegen 12 km ten zuidoosten van de stad Landskrona.